# Roger Myerson
Roger Myerson (Boston, 29 marzo 1951) è un economista statunitense.
Nel 2007 ha vinto il premio Nobel per l'economia (assegnatogli il 15 ottobre) insieme a Leonid Hurwicz e Eric Maskin per aver gettato le fondamenta della teoria del "mechanism design"

## Biografia
Roger Bruce Myerson è nato a Boston nel 1951 in una famiglia ebrea.Ha conseguito nel 1973 la laurea in matematica applicata e nel 1976 il dottorato in matematica applicata all'Università di Harvard. Tra il 1982 e il 2001 è stato docente di economia alla Northwestern University.

## La ricerca
Myerson ha dato un contributo rivoluzionario alla teoria della progettazione dei meccanismi quando ha scoperto una connessione fondamentale tra l'allocazione da implementare e i trasferimenti monetari necessari per indurre gli agenti informati a rivelare le loro informazioni in modo veritiero. La teoria del design dei meccanismi consente alle persone di distinguere le situazioni in cui i mercati funzionano bene da quelle in cui non funzionano. La teoria ha aiutato gli economisti a identificare meccanismi di trading efficienti, schemi di regolamentazione e procedure di voto. Oggi, la teoria svolge un ruolo centrale in molte aree dell'economia e in parti delle scienze politiche.

## Vita privata
Nel 1980, Myerson sposò Regina (nata Weber) e la coppia ebbe due figli, Daniel e Rebecca. Sua figlia, Rebecca, è un'economista sanitaria presso l'Università del Wisconsin-Madison.

## Pubblicazioni

### Contributi scientifici
Fra i suoi contributi scientifici i seguenti sono particolarmente rilevanti:
- Graphs and Cooperation in Games, Mathematics of Operations Research 2 (1977), 225-229.
- Two-Person Bargaining Problems and Comparable Utility, Econometrica 45 (1977), 1631-1637.
- Refinements of the Nash Equilibrium Concept, International Journal of Game Theory 7 (1978), 73-80.
- Incentive Compatibility and the Bargaining Problem, Econometrica 47 (1979), 61-73.
- Optimal Auction Design, Mathematics of Operations Research 6 (1981), 58-73.
- Mechanism Design by an Informed Principal, Econometrica 51 (1983), 1767-1797.
- Two-Person Bargaining Problems with Incomplete Information, Econometrica 52 (1984), 461-487.
- Bayesian Equilibrium and Incentive Compatibility, in "Social Goals and Social Organization", curatori: L. Hurwicz, D. Schmeidler, and H. Sonnenschein, Cambridge University Press (1985), 229-259.

### Libri
- Game Theory: Analysis of Conflict, Harvard University Press (1991).
- Probability Models for Economic Decisions, Duxbury Press (2005).